# 采蒂涅
采蒂涅（發音：[t͡sětiɲe]）是位於蒙特內哥羅西部的一個城市。采蒂涅過去曾經長期是蒙特內哥羅的首都，在蒙特內哥羅歷史上具有特殊的地位。二戰時期此城也是當時的義大利王國的傀儡政權蒙特內哥羅軍政府首府。采蒂涅是蒙特內哥羅現在憲法訂定的王家舊都（prijestonica），首都則是波德戈里察。

## 友好城市
- 塞爾維亞 弗拉涅
- 里耶卡
- 斯普利特
- 阿尔巴尼亚 斯庫台
- 保加利亚 大特爾諾沃
- 羅馬尼亞 錫納亞
- 希腊 納夫普利翁
- 乌克兰 哈爾基夫
- 土耳其 加濟安泰普

## 當地景觀

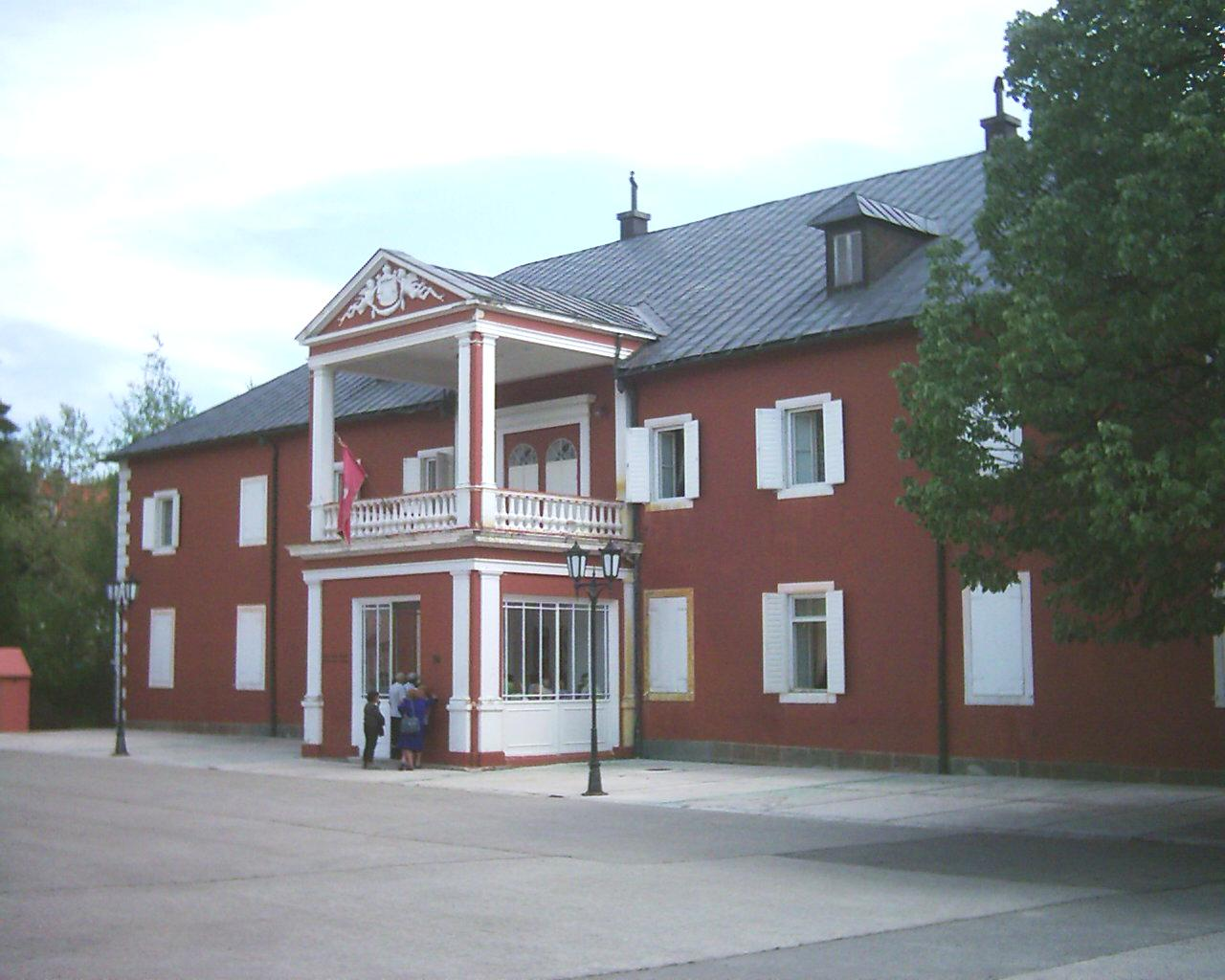
蒙特內哥羅國家博物館
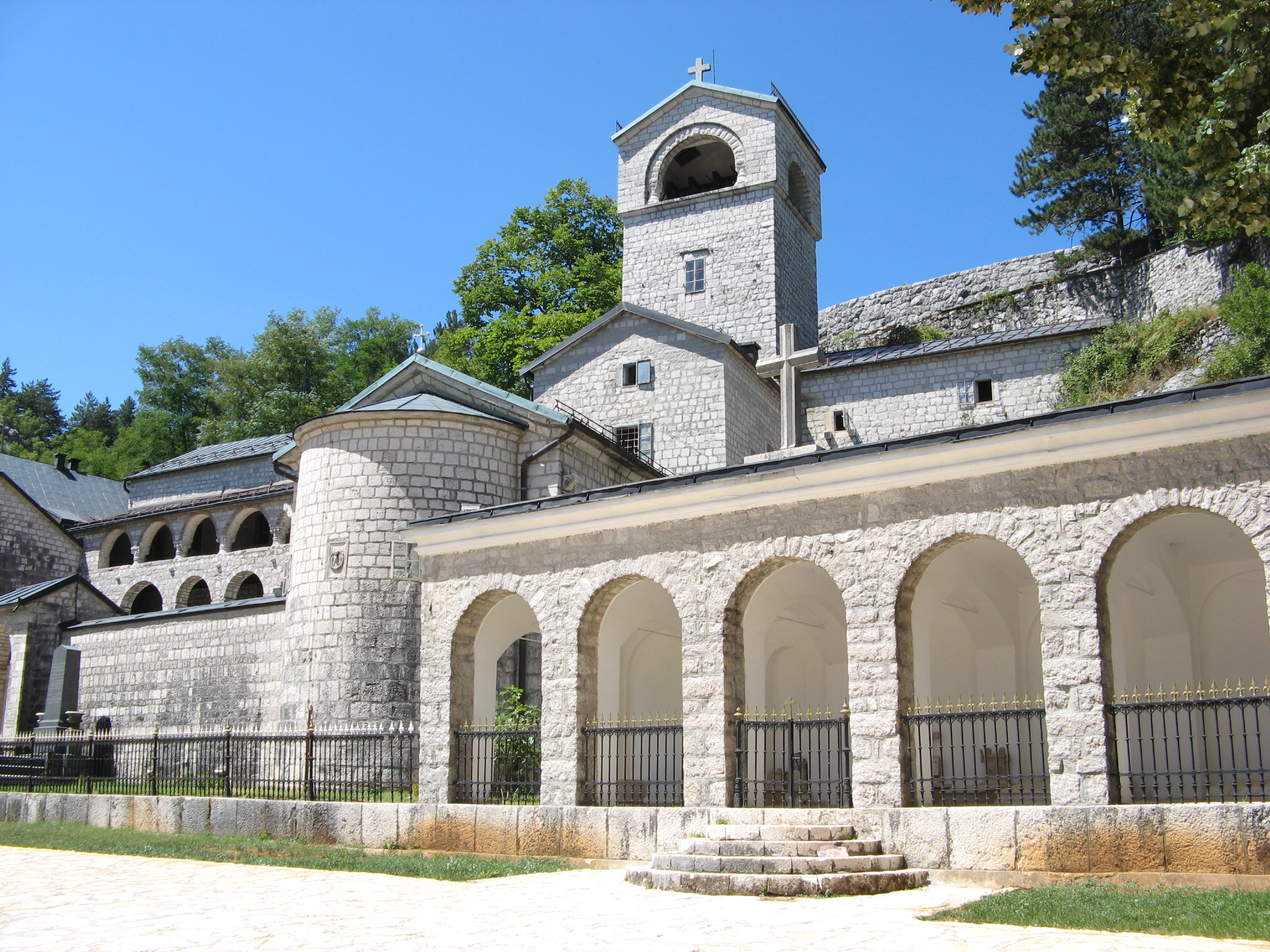
采蒂涅修道院
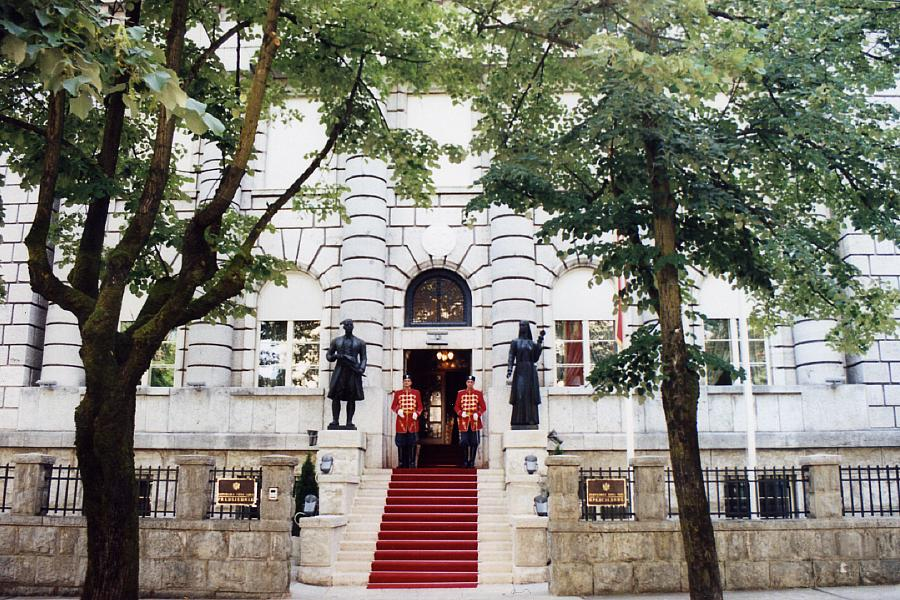
位於采蒂涅的總統府入口

## 外部連結
- 官方網站 （页面存档备份，存于） （英語）（塞爾維亞語）